# Torneo Interbritannico
Il Torneo Interbritannico (in inglese: British Home Championship) fu la più antica competizione calcistica riservata a squadre nazionali, tenutasi dal 1884 al 1984 tra le rappresentative di Inghilterra, Scozia, Galles e Irlanda del Nord (originariamente Irlanda), le quattro federazioni calcistiche del Regno Unito.

## Quadro storico
Fin dai primi anni ottanta del XIX secolo il calcio si era sempre più diffuso nelle Isole britanniche e le quattro federazioni nazionali del Regno Unito si incontravano frequentemente per match amichevoli. Ognuna di esse, tuttavia, aveva regole leggermente differenti rispetto alle altre, e ben presto si pose il problema di uniformarle. L'occasione si presentò nel 1882 a Manchester, quando i rappresentanti delle federazioni inglese, scozzese, gallese e irlandese si riunirono in consiglio per formare un organismo che stilasse regole uniformi per il gioco. Nacque così l'International Football Association Board (IFAB), che emanò il primo regolamento ufficiale del gioco del calcio (poi adottato in tutto il mondo e, alla sua nascita, anche dalla FIFA).
Con le nuove regole formalizzate e accettate da tutte e quattro le federazioni, era così possibile dar vita a competizioni internazionali regolari con carattere di ufficialità. Nacque così, un anno dopo, il Torneo Interbritannico.
Il torneo ebbe cadenza stagionale a partire dal 1884. Il primo incontro giocato fu il 24 gennaio 1884, Scozia - Irlanda 5-0. Proprio gli Scozzesi furono i vincitori del primo Torneo Interbritannico. Non vi fu mai un calendario fisso d'incontri, benché con il tempo fosse invalso l'uso di spostare la competizione sempre più avanti nel corso della stagione (capitò sovente che l'intero torneo fosse concentrato in pochi giorni una volta finita la stagione stessa). Inizialmente la squadra vincitrice del torneo veniva vista come la migliore al mondo, anche se la larga diffusione del calcio in tutti i continenti fece ben presto venir meno tale qualifica: inoltre, la crescita di altre manifestazioni internazionali, in particolar modo i Campionati del mondo e quelli d'Europa significò una lenta ma inesorabile perdita di prestigio del Torneo Interbritannico.
In diverse occasioni il Torneo Interbritannico assunse importanza anche a livello ufficiale mondiale: le edizioni 1949/50 e 1953/54 costituirono uno dei gironi di qualificazioni rispettivamente al campionato del mondo 1950 e a quello del 1954. Inoltre, l'edizione 1967/68 fu usata come turno di qualificazione per il campionato d'Europa 1968.
Il torneo fu soppresso al termine della stagione 1983/84, per una serie di ragioni, sportive e sociopolitiche. Tra le prime, la definitiva affermazione dei campionati del mondo ed europei, il calo generale di interesse, fatta eccezione per i match Inghilterra - Scozia, e il desiderio di entrambe le nazionali di misurarsi con compagini più forti delle loro avversarie del torneo, calendari sempre più fitti di impegni; tra le seconde, il crescente fenomeno della violenza negli stadi a causa degli hooligans e i tumulti in Irlanda del Nord (che già nel 1980/81 avevano causato la sospensione del torneo). Il destino della manifestazione fu deciso quando, nel 1983 la FA, seguita subito dopo dalla federcalcio scozzese, annunciò che quella seguente sarebbe stata l'ultima edizione del torneo a cui avrebbe preso parte. Il torneo fu sostituito dalla "Coppa Stanley Rous", disputata tra Inghilterra, Scozia e, di volta in volta, una terza federazione da queste invitata. Ma il nuovo trofeo ebbe vita breve, solo cinque edizioni.
Più recentemente, grazie alle mutate condizioni economiche e politiche nel Regno Unito (stadi di nuovo pieni, fenomeno hooligan debellato), sono state avanzate proposte di ripristino dell'Interbritannico, in luogo delle numerose amichevoli giocate dalle quattro nazionali britanniche ogni stagione. Le qualificazioni al campionato del mondo 2006 hanno riacceso l'interesse su un possibile ripristino del torneo, dal momento che il girone di qualificazione dell'Inghilterra comprendeva anche Galles e Irlanda del Nord. La cosa non aveva mancato di suscitare ricordi più o meno nostalgici e, nei fatti, più o meno attuali: quando l'Inghilterra andò a giocare a Belfast i tifosi nordirlandesi esposero agli inglesi uno striscione che ricordava come la nazionale di casa fosse tuttora "Campione interbritannica".

## Formula
A parte piccoli aggiustamenti alle regole di punteggio, la formula del Torneo Interbritannico rimase, sostanzialmente, quella di un girone all'italiana con quattro squadre a solo turno di andata (per esempio, come quelle dei gironi del primo turno del Campionato del mondo), in cui ciascuna squadra incontrava le altre. Non essendo previsto il match di ritorno, fu invalso l'uso di invertire le sedi a ogni edizione (chi affrontava un'avversaria in casa, nell'edizione successiva l'avrebbe affrontata in trasferta), anche se nelle prime edizioni poté accadere che la squadra detentrice avesse il diritto di disputare tutti gli incontri in casa propria.
Il trofeo finale andava alla squadra che totalizzava il maggior numero di punti (2 per la vittoria, 1 per il pareggio e 0 per la sconfitta). In caso di arrivi a pari merito, il trofeo veniva condiviso ex æquo. Dal 1978/79 fu introdotta la differenza reti come discriminante per stabilire il primo posto a parità di punti. A parità di differenza reti, infine, sarebbe risultata vincitrice la squadra con più reti segnate.

## Vittorie per squadra
| Vittorie | Nazione          | Anno/i |
| -------- | ---------------- | --- |
| 54       | Inghilterra      | 1886, 1888, 1890, 1891, 1892, 1893, 1895, 1898, 1899, 1901, 1903, 1904, 1905, 1906, 1908, 1909, 1911, 1912, 1913, 1927, 1930, 1931, 1932, 1935, 1938, 1939, 1947, 1948, 1950, 1952, 1953, 1954, 1955, 1956, 1957, 1958, 1959, 1960, 1961, 1964, 1965, 1966, 1968, 1969, 1970, 1971, 1972, 1973, 1974, 1975, 1978, 1979, 1982, 1983 |
| 41       | Scozia           | 1884, 1885, 1886, 1887, 1889, 1890, 1894, 1896, 1897, 1900, 1902, 1903, 1906, 1908, 1910, 1912, 1921, 1922, 1923, 1925, 1926, 1927, 1929, 1931, 1935, 1936, 1939, 1949, 1951, 1953, 1956, 1960, 1962, 1963, 1964, 1967, 1970, 1972, 1974, 1976, 1977                                                                               |
| 12       | Galles           | 1907, 1920, 1924, 1928, 1933, 1934, 1937, 1939, 1952, 1956, 1960, 1970 |
| 8        | Irlanda del Nord | 1903, 1914, 1956, 1958, 1959, 1964, 1980, 1984 |

## Albo d'oro
| Torneo Interbritannico | Torneo Interbritannico                     | Torneo Interbritannico | Torneo Interbritannico  | Torneo Interbritannico | Torneo Interbritannico |
| ---------------------- | ------------------------------------------ | ---------------------- | ----------------------- | ---------------------- | ---------------------- |
| Anno                   |                                            | Classifica finale      | Classifica finale       | Classifica finale      | Classifica finale      |
| Anno                   | Campione                                   | 2º posto               | 3º posto                | 4º posto               |                        |
| 1884 Dettagli          | Scozia                                     | Inghilterra            | Galles                  | Irlanda                |                        |
| 1885 Dettagli          | Scozia                                     | Inghilterra            | Galles                  | Irlanda                |                        |
| 1886 Dettagli          | Scozia Inghilterra                         | Ex aequo               | Galles                  | Irlanda                |                        |
| 1887 Dettagli          | Scozia                                     | Inghilterra            | Irlanda                 | Galles                 |                        |
| 1888 Dettagli          | Inghilterra                                | Scozia                 | Galles                  | Irlanda                |                        |
| 1889 Dettagli          | Scozia                                     | Inghilterra            | Galles                  | Irlanda                |                        |
| 1890 Dettagli          | Inghilterra Scozia                         | Ex aequo               | Galles                  | Irlanda                |                        |
| 1891 Dettagli          | Inghilterra                                | Scozia                 | Irlanda                 | Galles                 |                        |
| 1892 Dettagli          | Inghilterra                                | Scozia                 | Irlanda Galles          | Ex aequo               |                        |
| 1893 Dettagli          | Inghilterra                                | Scozia                 | Irlanda                 | Galles                 |                        |
| 1894 Dettagli          | Scozia                                     | Inghilterra            | Galles                  | Irlanda                |                        |
| 1895 Dettagli          | Inghilterra                                | Galles Scozia          | Ex aequo                | Irlanda                |                        |
| 1896 Dettagli          | Scozia                                     | Inghilterra            | Galles                  | Irlanda                |                        |
| 1897 Dettagli          | Scozia                                     | Inghilterra            | Irlanda                 | Galles                 |                        |
| 1898 Dettagli          | Inghilterra                                | Scozia                 | Irlanda                 | Galles                 |                        |
| 1899 Dettagli          | Inghilterra                                | Scozia                 | Irlanda                 | Galles                 |                        |
| 1900 Dettagli          | Scozia                                     | Galles Inghilterra     | Ex aequo                | Irlanda                |                        |
| 1901 Dettagli          | Inghilterra                                | Scozia                 | Galles                  | Irlanda                |                        |
| 1902 Dettagli          | Scozia                                     | Inghilterra            | Irlanda                 | Galles                 |                        |
| 1903 Dettagli          | Inghilterra Irlanda Scozia                 | Ex aequo               | Ex aequo                | Galles                 |                        |
| 1904 Dettagli          | Inghilterra                                | Irlanda                | Scozia Galles           | Ex aequo               |                        |
| 1905 Dettagli          | Inghilterra                                | Galles                 | Scozia Irlanda          | Ex aequo               |                        |
| 1906 Dettagli          | Inghilterra Scozia                         | Ex aequo               | Galles                  | Irlanda                |                        |
| 1907 Dettagli          | Galles                                     | Inghilterra            | Scozia                  | Irlanda                |                        |
| 1908 Dettagli          | Inghilterra Scozia                         | Ex aequo               | Irlanda                 | Galles                 |                        |
| 1909 Dettagli          | Inghilterra                                | Galles                 | Scozia                  | Irlanda                |                        |
| 1910 Dettagli          | Scozia                                     | Inghilterra Irlanda    | Ex aequo                | Galles                 |                        |
| 1911 Dettagli          | Inghilterra                                | Scozia                 | Galles                  | Irlanda                |                        |
| 1912 Dettagli          | Inghilterra Scozia                         | Ex aequo               | Irlanda                 | Galles                 |                        |
| 1913 Dettagli          | Inghilterra                                | Scozia Galles          | Ex aequo                | Irlanda                |                        |
| 1914 Dettagli          | Irlanda                                    | Scozia                 | Inghilterra             | Galles                 |                        |
| 1920 Dettagli          | Galles                                     | Scozia Inghilterra     | Ex aequo                | Irlanda                |                        |
| 1921 Dettagli          | Scozia                                     | Galles Inghilterra     | Ex aequo                | Irlanda                |                        |
| 1922 Dettagli          | Scozia                                     | Galles Inghilterra     | Ex aequo                | Irlanda                |                        |
| 1923 Dettagli          | Scozia                                     | Inghilterra            | Irlanda                 | Galles                 |                        |
| 1924 Dettagli          | Galles                                     | Scozia                 | Irlanda                 | Inghilterra            |                        |
| 1925 Dettagli          | Scozia                                     | Inghilterra            | Galles Irlanda          | Ex aequo               |                        |
| 1926 Dettagli          | Scozia                                     | Irlanda                | Galles                  | Inghilterra            |                        |
| 1927 Dettagli          | Scozia Inghilterra                         | Ex aequo               | Galles Irlanda          | Ex aequo               |                        |
| 1928 Dettagli          | Galles                                     | Irlanda                | Scozia                  | Inghilterra            |                        |
| 1929 Dettagli          | Scozia                                     | Inghilterra            | Galles Irlanda          | Ex aequo               |                        |
| 1930 Dettagli          | Inghilterra                                | Scozia                 | Irlanda                 | Galles                 |                        |
| 1931 Dettagli          | Inghilterra Scozia                         | Ex aequo               | Galles                  | Irlanda                |                        |
| 1932 Dettagli          | Inghilterra                                | Scozia                 | Irlanda                 | Galles                 |                        |
| 1933 Dettagli          | Galles                                     | Scozia                 | Inghilterra             | Irlanda                |                        |
| 1934 Dettagli          | Galles                                     | Inghilterra            | Irlanda                 | Scozia                 |                        |
| 1935 Dettagli          | Inghilterra Scozia                         | Ex aequo               | Galles Irlanda          | Ex aequo               |                        |
| 1936 Dettagli          | Scozia                                     | Galles Inghilterra     | Ex aequo                | Irlanda                |                        |
| 1937 Dettagli          | Galles                                     | Scozia                 | Inghilterra             | Irlanda                |                        |
| 1938 Dettagli          | Inghilterra                                | Scozia Irlanda         | Ex aequo                | Galles                 |                        |
| 1939 Dettagli          | Inghilterra Galles Scozia                  | Ex aequo               | Ex aequo                | Irlanda                |                        |
| 1947 Dettagli          | Inghilterra                                | Irlanda                | Scozia Galles           | Ex aequo               |                        |
| 1948 Dettagli          | Inghilterra                                | Galles                 | Irlanda                 | Scozia                 |                        |
| 1949 Dettagli          | Scozia                                     | Inghilterra            | Galles                  | Irlanda                |                        |
| 1950 Dettagli          | Inghilterra                                | Scozia                 | Galles Irlanda          | Ex aequo               |                        |
| 1951 Dettagli          | Scozia                                     | Inghilterra            | Galles                  | Irlanda del Nord       |                        |
| 1952 Dettagli          | Galles Inghilterra                         | Ex aequo               | Scozia                  | Irlanda del Nord       |                        |
| 1953 Dettagli          | Scozia Inghilterra                         | Ex aequo               | Galles Irlanda del Nord | Ex aequo               |                        |
| 1954 Dettagli          | Inghilterra                                | Scozia                 | Irlanda del Nord        | Galles                 |                        |
| 1955 Dettagli          | Inghilterra                                | Scozia                 | Galles                  | Irlanda del Nord       |                        |
| 1956 Dettagli          | Inghilterra Scozia Galles Irlanda del Nord | Ex aequo               | Ex aequo                | Ex aequo               |                        |
| 1957 Dettagli          | Inghilterra                                | Scozia                 | Galles Irlanda del Nord | Ex aequo               |                        |
| 1958 Dettagli          | Inghilterra Irlanda del Nord               | Ex aequo               | Scozia Galles           | Ex aequo               |                        |
| 1959 Dettagli          | Irlanda del Nord Inghilterra               | Ex aequo               | Scozia                  | Galles                 |                        |
| 1960 Dettagli          | Scozia Inghilterra Galles                  | Ex aequo               | Ex aequo                | Irlanda del Nord       |                        |
| 1961 Dettagli          | Inghilterra                                | Galles                 | Scozia                  | Irlanda del Nord       |                        |
| 1962 Dettagli          | Scozia                                     | Galles                 | Inghilterra             | Irlanda del Nord       |                        |
| 1963 Dettagli          | Scozia                                     | Inghilterra            | Galles                  | Irlanda del Nord       |                        |
| 1964 Dettagli          | Inghilterra Scozia Irlanda del Nord        | Ex aequo               | Ex aequo                | Galles                 |                        |
| 1965 Dettagli          | Inghilterra                                | Galles                 | Scozia                  | Irlanda del Nord       |                        |
| 1966 Dettagli          | Inghilterra                                | Irlanda del Nord       | Scozia                  | Galles                 |                        |
| 1967 Dettagli          | Scozia                                     | Inghilterra            | Galles                  | Irlanda del Nord       |                        |
| 1968 Dettagli          | Inghilterra                                | Scozia                 | Galles Irlanda del Nord | Ex aequo               |                        |
| 1969 Dettagli          | Inghilterra                                | Scozia                 | Irlanda del Nord        | Galles                 |                        |
| 1970 Dettagli          | Inghilterra Galles Scozia                  | Ex aequo               | Ex aequo                | Irlanda del Nord       |                        |
| 1971 Dettagli          | Inghilterra                                | Irlanda del Nord       | Galles                  | Scozia                 |                        |
| 1972 Dettagli          | Scozia Inghilterra                         | Ex aequo               | Irlanda del Nord        | Galles                 |                        |
| 1973 Dettagli          | Inghilterra                                | Irlanda del Nord       | Scozia                  | Galles                 |                        |
| 1974 Dettagli          | Scozia Inghilterra                         | Ex aequo               | Galles Irlanda del Nord | Ex aequo               |                        |
| 1975 Dettagli          | Inghilterra                                | Scozia                 | Irlanda del Nord        | Galles                 |                        |
| 1976 Dettagli          | Scozia                                     | Inghilterra            | Galles                  | Irlanda del Nord       |                        |
| 1977 Dettagli          | Scozia                                     | Galles                 | Inghilterra             | Irlanda del Nord       |                        |
| 1978 Dettagli          | Inghilterra                                | Galles                 | Scozia                  | Irlanda del Nord       |                        |
| 1979 Dettagli          | Inghilterra                                | Galles                 | Scozia                  | Irlanda del Nord       |                        |
| 1980 Dettagli          | Irlanda del Nord                           | Inghilterra            | Galles                  | Scozia                 |                        |
| 1981 Dettagli          | Non terminata                              | Non terminata          | Non terminata           | Non terminata          |                        |
| 1982 Dettagli          | Inghilterra                                | Scozia                 | Galles                  | Irlanda del Nord       |                        |
| 1983 Dettagli          | Inghilterra                                | Scozia                 | Irlanda del Nord        | Galles                 |                        |
| 1984 Dettagli          | Irlanda del Nord                           | Galles                 | Inghilterra             | Scozia                 |                        |

## Piazzamenti
| Squadra                  | 1º               | 2º              | 3º               | 4º |
| Inghilterra              | 54 (20 ex aequo) | 25 (6 ex aequo) | 6                | 3  |
| Scozia                   | 41 (17 ex aequo) | 27 (4 ex aequo) | 15 (4 ex aequo)  | 5  |
| Galles                   | 12 (5 ex aequo)  | 16 (7 ex aequo) | 35 (12 ex aequo) | 25 |
| Irlanda del Nord Irlanda | 8 (5 ex aequo)   | 9 (2 ex aequo)  | 31 (11 ex aequo) | 40 |

## Partecipazioni e prestazioni nelle fasi finali

### 1884-1905
| Nazionale                | 1884 | 1885 | 1886 | 1887 | 1888 | 1889 | 1890 | 1891 | 1892 | 1893 | 1894 | 1895 | 1896 | 1897 | 1898 | 1899 | 1900 | 1901 | 1902 | 1903 | 1904 | 1905 |
| ------------------------ | ---- | ---- | ---- | ---- | ---- | ---- | ---- | ---- | ---- | ---- | ---- | ---- | ---- | ---- | ---- | ---- | ---- | ---- | ---- | ---- | ---- | ---- |
| Inghilterra              | 2°   | 2°   | 1°   | 2°   | 1°   | 2°   | 1°   | 1°   | 1°   | 1°   | 2°   | 1°   | 2°   | 2°   | 1°   | 1°   | 2°   | 1°   | 2°   | 1°   | 1°   | 1°   |
| Scozia                   | 1°   | 1°   | 1°   | 1°   | 2°   | 1°   | 1°   | 2°   | 2°   | 2°   | 1°   | 2°   | 1°   | 1°   | 2°   | 2°   | 1°   | 2°   | 1°   | 1°   | 3°   | 3°   |
| Galles                   | 3°   | 3°   | 3°   | 4°   | 3°   | 3°   | 3°   | 4°   | 3°   | 4°   | 3°   | 2°   | 3°   | 4°   | 4°   | 4°   | 2°   | 3°   | 4°   | 4°   | 3°   | 2°   |
| Irlanda del Nord Irlanda | 4°   | 4°   | 4°   | 3°   | 4°   | 4°   | 4°   | 3°   | 3°   | 3°   | 4°   | 4°   | 4°   | 3°   | 3°   | 3°   | 4°   | 4°   | 3°   | 1°   | 2°   | 3°   |
| Squadre partecipanti     | 4    | 4    | 4    | 4    | 4    | 4    | 4    | 4    | 4    | 4    | 4    | 4    | 4    | 4    | 4    | 4    | 4    | 4    | 4    | 4    | 4    | 4    |

Legenda: 1° = Primo classificato, 2° = Secondo classificato, 3° = Terzo classificato, 4° = Quarto classificato

### 1906-1932
| Nazionale                | 1906 | 1907 | 1908 | 1909 | 1910 | 1911 | 1912 | 1913 | 1914 | 1920 | 1921 | 1922 | 1923 | 1924 | 1925 | 1926 | 1927 | 1928 | 1929 | 1930 | 1931 | 1932 |
| ------------------------ | ---- | ---- | ---- | ---- | ---- | ---- | ---- | ---- | ---- | ---- | ---- | ---- | ---- | ---- | ---- | ---- | ---- | ---- | ---- | ---- | ---- | ---- |
| Inghilterra              | 1°   | 2°   | 1°   | 1°   | 2°   | 1°   | 1°   | 1°   | 3°   | 2°   | 2°   | 2°   | 2°   | 4°   | 2°   | 4°   | 1°   | 4°   | 2°   | 1°   | 1°   | 1°   |
| Scozia                   | 1°   | 3°   | 1°   | 3°   | 1°   | 2°   | 1°   | 2°   | 2°   | 2°   | 1°   | 1°   | 1°   | 2°   | 1°   | 1°   | 1°   | 3°   | 1°   | 2°   | 1°   | 2°   |
| Galles                   | 3°   | 1°   | 4°   | 2°   | 4°   | 3°   | 4°   | 2°   | 4°   | 1°   | 2°   | 2°   | 4°   | 1°   | 3°   | 3°   | 3°   | 1°   | 2°   | 4°   | 2°   | 4°   |
| Irlanda del Nord Irlanda | 4°   | 4°   | 3°   | 4°   | 2°   | 4°   | 3°   | 4°   | 1°   | 4°   | 4°   | 4°   | 3°   | 3°   | 3°   | 2°   | 3°   | 2°   | 3°   | 3°   | 4°   | 3°   |
| Squadre partecipanti     | 4    | 4    | 4    | 4    | 4    | 4    | 4    | 4    | 4    | 4    | 4    | 4    | 4    | 4    | 4    | 4    | 4    | 4    | 4    | 4    | 4    | 4    |

Legenda: 1° = Primo classificato, 2° = Secondo classificato, 3° = Terzo classificato, 4° = Quarto classificato

### 1933-1961
| Nazionale                | 1933 | 1934 | 1935 | 1936 | 1937 | 1938 | 1939 | 1947 | 1948 | 1949 | 1950 | 1951 | 1952 | 1953 | 1954 | 1955 | 1956 | 1957 | 1958 | 1959 | 1960 | 1961 |
| ------------------------ | ---- | ---- | ---- | ---- | ---- | ---- | ---- | ---- | ---- | ---- | ---- | ---- | ---- | ---- | ---- | ---- | ---- | ---- | ---- | ---- | ---- | ---- |
| Inghilterra              | 3°   | 2°   | 1°   | 2°   | 3°   | 1°   | 1°   | 1°   | 1°   | 2°   | 1°   | 2°   | 1°   | 1°   | 1°   | 1°   | 1°   | 1°   | 1°   | 1°   | 1°   | 1°   |
| Scozia                   | 2°   | 4°   | 1°   | 1°   | 2°   | 2°   | 1°   | 3°   | 4°   | 1°   | 2°   | 1°   | 3°   | 1°   | 2°   | 2°   | 1°   | 2°   | 3°   | 3°   | 1°   | 3°   |
| Galles                   | 1°   | 1°   | 3°   | 2°   | 1°   | 4°   | 1°   | 3°   | 2°   | 3°   | 3°   | 3°   | 1°   | 3°   | 4°   | 3°   | 1°   | 3°   | 3°   | 4°   | 1°   | 2°   |
| Irlanda del Nord Irlanda | 4°   | 3°   | 3°   | 4°   | 4°   | 2°   | 4°   | 2°   | 3°   | 4°   | 3°   | 4°   | 4°   | 3°   | 3°   | 4°   | 1°   | 3°   | 1°   | 1°   | 4°   | 4°   |
| Squadre partecipanti     | 4    | 4    | 4    | 4    | 4    | 4    | 4    | 4    | 4    | 4    | 4    | 4    | 4    | 4    | 4    | 4    | 4    | 4    | 4    | 4    | 4    | 4    |

Legenda: 1° = Primo classificato, 2° = Secondo classificato, 3° = Terzo classificato, 4° = Quarto classificato

### 1962-1984
| Nazionale                | 1962 | 1963 | 1964 | 1965 | 1966 | 1967 | 1968 | 1969 | 1970 | 1971 | 1972 | 1973 | 1974 | 1975 | 1976 | 1977 | 1978 | 1979 | 1980 | 1981 | 1982 | 1983 | 1984 | Partecip. | Vittorie |
| ------------------------ | ---- | ---- | ---- | ---- | ---- | ---- | ---- | ---- | ---- | ---- | ---- | ---- | ---- | ---- | ---- | ---- | ---- | ---- | ---- | ---- | ---- | ---- | ---- | --------- | -------- |
| Inghilterra              | 3°   | 2°   | 1°   | 1°   | 1°   | 2°   | 1°   | 1°   | 1°   | 1°   | 1°   | 1°   | 1°   | 1°   | 2°   | 3°   | 1°   | 1°   | 2°   | N/T  | 1°   | 1°   | 3°   | 89        | 54       |
| Scozia                   | 1°   | 1°   | 1°   | 3°   | 3°   | 1°   | 2°   | 2°   | 1°   | 4°   | 1°   | 3°   | 1°   | 2°   | 1°   | 1°   | 3°   | 3°   | 4°   | N/T  | 2°   | 2°   | 4°   | 89        | 41       |
| Galles                   | 2°   | 3°   | 4°   | 2°   | 4°   | 3°   | 3°   | 4°   | 1°   | 3°   | 4°   | 4°   | 3°   | 4°   | 3°   | 2°   | 2°   | 2°   | 3°   | N/T  | 3°   | 4°   | 2°   | 89        | 12       |
| Irlanda del Nord Irlanda | 4°   | 4°   | 1°   | 4°   | 2°   | 4°   | 3°   | 3°   | 4°   | 2°   | 3°   | 2°   | 3°   | 3°   | 4°   | 4°   | 4°   | 4°   | 1°   | N/T  | 4°   | 3°   | 1°   | 89        | 8        |
| Squadre partecipanti     | 4    | 4    | 4    | 4    | 4    | 4    | 4    | 4    | 4    | 4    | 4    | 4    | 4    | 4    | 4    | 4    | 4    | 4    | 4    | 4    | 4    | 4    | 4    | Edizioni  | 89       |

Legenda: 1° = Primo classificato, 2° = Secondo classificato, 3° = Terzo classificato, 4° = Quarto classificato, N/T=Non terminata

## Esordienti
| Anno     | Nazionali esordienti                          |
| 1884     | Galles, Inghilterra, Irlanda del Nord, Scozia |
| Dal 1885 | Nessuna squadra esordiente                    |

## Eventi memorabili

### 1902: disastro a Ibrox
La partita Scozia-Inghilterra del 5 aprile 1902 verrà sempre ricordata come la strage di Ibrox. Durante il primo tempo dell'incontro, tenutosi allo Stadio Ibrox di Glasgow, un sostegno della sovraffollata West Stand crollò, provocando la morte di 26 persone e il ferimento di oltre 500. Incredibilmente, dopo venti minuti di sospensione, il match fu ripreso senza che gran parte della folla avesse capito cosa fosse successo. Successivamente la partita fu invalidata e ne fu ordinata la ripetizione, che si giocò al Villa Park di Birmingham.

### 1950: qualificazione al campionato del mondo
Come detto, l'edizione 1949/50 dell'Interbritannico fu destinata dalla FIFA a girone di qualificazione per la Coppa “Jules Rimet” 1950, che si sarebbe tenuta in Brasile. Tale girone metteva in palio due posti per il Sudamerica. Scozia e Inghilterra si assicurarono la qualificazione con un turno d'anticipo, sennonché la federazione scozzese annunciò che la sua Nazionale sarebbe andata in Brasile solo se si fosse laureata campione britannica. Nell'ultimo incontro, giocato all'Hampden Park di Glasgow, l'Inghilterra vinse 1-0 con un goal di Roy Bentley («l'uomo che rubò Rio de Janeiro alla Scozia») e coerentemente la Scozia rimase a casa, perdendo l'occasione di partecipare alla sua prima Coppa del Mondo.

### 1967: la Scozia diventa “Campione del mondo”
L'edizione 1966/67 dell'Interbritannico fu quella che fece immediatamente seguito alla vittoria dell'Inghilterra nel campionato del mondo 1966. La partita decisiva ai fini dell'assegnazione del titolo fu l'ultima, in programma il 15 aprile 1967 a Wembley tra la stessa Inghilterra e la Scozia. Gli inglesi avevano a disposizione due risultati su tre, bastando loro un pareggio per vincere il torneo, mentre la Scozia doveva solo vincere. Alla fine, gli scozzesi vinsero 3-2 e conquistarono l'edizione 1967 del torneo: la pacifica e scherzosa invasione di campo che ne seguì fu all'insegna dell'ironia, visto che gli scozzesi si autodichiararono “Campioni del mondo” essendo stati i primi a battere gli inglesi dopo la loro finale del 1966 contro la Germania Ovest. In quell'occasione, nacque anche la definizione dell'Interbritannico come “Campionato non-ufficiale del mondo di calcio”.

### 1977: invasione di Wembley
Come dieci anni prima, anche l'edizione 1976/77 fu decisa a Wembley all'ultima partita, e sempre tra Inghilterra e Scozia. Se diverso non fu l'esito (gli scozzesi vinsero 2-1 la partita e portarono a casa il trofeo), peggiori furono i risultati in termine di ordine pubblico: il prato fu portato via a pezzi e anche i pali delle porte furono distrutti.

### 1981: il torneo interrotto
La situazione politica in Irlanda del Nord aveva già influito pesantemente sull'andamento dei precedenti tornei: spesso la nazionale nordirlandese fu costretta a giocare i propri match casalinghi a Liverpool o a Glasgow. L'edizione 1980/81 fu disputata interamente a maggio 1981, nel pieno dei tumulti legati alla morte del nordirlandese Bobby Sands a seguito di uno sciopero della fame nella prigione di Maze. Siccome non vi fu accordo sullo spostamento degli ultimi due match casalinghi della nazionale dell'Ulster, Inghilterra e Galles si rifiutarono di recarsi a Belfast per giocare e quell'edizione dell'Interbritannico fu dichiarata incompleta e annullata: non era mai successo, a parte le interruzioni dovute alle due guerre.